# Galway Downs
Galway Downs est un centre équestre américain à Temecula, dans le comté de Riverside, en Californie. Le site doit accueillir les épreuves d'équitation des Jeux olympiques d'été de 2028, organisés à Los Angeles,,,.